# آب‌انبار سرسنگ
آب‌انبار سرسنگ، نام آب‌انباری قدیمی در سبزوار در خیابان رضوی، نبش کوچهٔ سرسنگ است که در تاریخ ۲۴ اسفند ۱۳۸۴ با شماره ۱۵۲۵۰ در آثار ملی ایران به ثبت رسیده است.